# Бартер (остров)
Ба́ртер (англ. Barter Island, инуитск. Qaaktuġvik) — остров в море Бофорта, территориально относится к штату Аляска, США. Население — 247 человек.

## География
Остров размером примерно 6 на 3 км, расстояние до материка — около 250 метров.
На острове обитает много белых медведей. C 1980 года является частью Национального Арктического заповедника.

## История
Остров был открыт 4 августа 1826 года.
Вплоть до конца XIX века был центром меновой торговли между инупиатами и инуитами, отчего и получил своё имя.

## Инфраструктура
Единственный город на острове — Кактовик, который был образован вследствие постройки в 1954 году радарной станции Линии «Дью».
На острове (город Кактовик) располагается одна школа, в которой обучается (по состоянию на 2012 год) 57 учеников.
2 марта 1970 года с острова были запущены три метеорологических ракеты Nike Tomahawk.
В северо-восточной части острова находится одноимённый аэропорт.